# Потрохово (Нижегородская область)
Потрохово — деревня в Краснобаковском районе Нижегородской области России. Входит в состав Зубилихинского сельсовета.

## География
Деревня находится на северо-востоке Нижегородской области, в зоне хвойно-широколиственных лесов, при автодороге 22Н-1604, на расстоянии приблизительно 16 км (по прямой) к югу от посёлка городского типа Красные Баки, административного центра района.
Климат
Климат характеризуется как умеренно континентальный, с умеренно жарким летом и холодной продолжительной зимой. Среднегодовая температура — 2,9 °C. Средняя температура воздуха самого тёплого месяца (июля) — 18 °C (абсолютный максимум — 37 °C); самого холодного (января) — −13 °C (абсолютный минимум — −45 °C). Безморозный период длится 118 дней. Среднегодовое количество атмосферных осадков составляет около 696 мм, из которых большая часть выпадает в тёплый период.
Часовой пояс
Деревня Потрохово, как и вся Нижегородская область, находится в часовой зоне МСК (московское время). Смещение применяемого времени относительно UTC составляет +3:00.

## Население
| 2002 | 2010 |
| ---- | ---- |
| 149  | ↘140 |

Национальный состав
Согласно результатам переписи 2002 года, в национальной структуре населения русские составляли 100 %.